# Jörg van den Berg
Jörg van den Berg (* 1965 in Duisburg) ist ein deutscher Ausstellungsmacher und Kunstwissenschaftler. Von 2018 bis August 2021 war er Direktor des Museums Große Kunstschau Worpswede. Zum 1. August 2021 hat der Kurator Jörg van den Berg die Leitung des Museums Morsbroich übernommen.

## Biografie
Van den Berg studierte von 1986 bis 1992 Kunstgeschichte, Philosophie und Neueren Geschichte an der Universität Gießen, der Universität Basel und der Universität Bochum bei Max Imdahl und Gottfried Boehm. Beide waren entscheidende Impulsgeber nicht nur für sein kunstwissenschaftliches Denken, sondern auch für sein Selbstverständnis als Ausstellungsmacher. Während des Studiums in Basel kuratierte er seine erste Gruppenausstellung Artefact gemeinsam mit seiner späteren Frau Karen van den Berg. 1992 gründeten die beiden Kuratoren an der privaten Universität Witten/Herdecke den Programmbereich für Gegenwartskunst art in dialog, den sie bis 2003 leiteten.
Nach mehr als zehn Jahren an der Universität Witten/Herdecke wechselten beide als Mitglieder eines vierköpfigen Teams nach Friedrichshafen, um dort die Zeppelin University zu gründen. Nach der Trennung von Karen van den Berg und der Zeppelin Universität übernahm Jörg van den Berg die Columbus Art Foundation in Ravensburg. Ab Oktober 2006 leitete er als Direktor die Kunsthalle Ravensburg / Columbus Art Foundation. Unter seiner Regie wurden das Columbus-Förderprojekt für Akademie-Abgänger, die Ausstellungs- und die Sammlungspolitik konzeptuell wie strukturell neu entwickelt sowie ein dreijähriges Gastspiel (2008–2010) der Columbus Art Foundation in der Halle 14 auf dem Gelände der Leipziger Baumwollspinnerei realisiert. In dieser Zeit wurde van den Berg auch Gründungsvorstand des dortigen Vereins HALLE14, in dessen Vorstand er bis Anfang 2019 aktiv blieb. Sein Engagement bei der Columbus Art Foundation endete 2012, weil die Unternehmensgruppe Columbus nach der von van den Berg konzipierten und bis heute andauernden institutionellen Partnerschaft zwischen Columbus und der Arbeitsgemeinschaft Deutscher Kunstvereine, die seither den Förderpreis gemeinsam vergeben, die Columbus Art Foundation schloss. Von 2013 bis 2016 war van den Berg verantwortlicher Ausstellungsmacher für den Kunstverein Friedrichshafen; 2013 und 2014 zudem curator in residence im Magazin 4 – Bregenzer Kunstverein, wo er mit Wolfgang Fetz und den Künstlern Sandra Boeschenstein, Schirin Kretschmann und Tilo Schulz sowie der Autorin Barbara Köhler das experimentelle Zweijahresprojekt ›six memos for the next ...‹ realisierte. Neben diesen Tätigkeiten begleitete van den Berg bis zum Herbst 2016 über zwanzig Jahre lang die vom Künstler Erwin Wortelkamp im Westerwald gegründete Anlage Im Tal (Skulpturenpark) – zuletzt als Kurator der im Tal – Stiftung Wortelkamp. Von 2016 bis 2018 arbeitete er als Kurator der Stiftung Federkiel in München. Dort verantwortet er seit 2016 den ›Federkiel Raum für Kunst, Bildung, Ökologie und Genuss‹ im Luitpoldblock. Im April 2017 beriefen ihn die Worpsweder Museen zum externen künstlerischen Leiter ihrer Aktivitäten im Rahmen des 800-jährigen Jubiläums der Ortsgründung im Jahr 2018. Die Jubiläumsausstellung trug den Titel ›Kaleidoskop Worpswede. Kunstwerk, Landschaft, Lebensort‹. Von Januar 2018 bis August 2021 war Jörg van den Berg Künstlerischer Leiter und Vorstand der Großen Kunstschau Worpswede. Zum 1. August 2021 hat Jörg van den Berg die Leitung des Museums Morsbroich übernommen.

## Stipendien
- writer in residence in der von Donald Judd gegründeten Chinati Foundation in Marfa, Texas, 1994
- Preisträger des Max Imdahl Stipendium für Kunstvermittlung der Nordrhein-Westfalen-Stiftung, 1994–1996
- Arbeitsstipendium der Werner Richard – Dr. Carl Dörken-Stiftung, 1996/1997

## Ausstellungen und Projekte (Auswahl)
2018
- Kaleidoskop Worpswede. Kunstwerk, Landschaft, Lebensort. Mit Werken von Etel Adnan, Heike Kati Barath, Manon de Boer, Mary Heilman, Bernhard Hoetger, Per Kirkeby, Maria Lai, Thomas Locher, Antje Majewski/Pawel Freisler, Leberecht Migge, Paula Modersohn-Becker, Otto Modersohn, Giorgio Morandi, Olaf Nicolai, Gabriela Oberkofler, Richard Oelze, Jens Risch, Antje Schiffers, Marilou Schultz, Tilo Schulz, Jessica Stockholder, Ana Torfs, James Turrell, Bram van Velde, Gitte Villesen, Heinrich Vogeler u. a.; Große Kunstschau Worpswede, Barkenhoff, Haus im Schluh, Worpsweder Kunsthalle
- ›Ich hör die Flügel einer Schleiereule, die nie gehörten, Und find in sterneloser Nacht so meinen Weg.‹ Mit Werken von Droog Design, Rémy Markowitsch, Muller van Severen, Kostas Murkudis, Olaf Nicolai, Steven Parrino, Ôtagaki Rengetsu, Gitte Schäfer, Tilo Schulz, David Semper und Günter Umberg; Federkiel Raum für Kunst, Bildung, Ökologie und Genuss, München

2017
- bau·sinn·lich mit Werken von Nevin Aladağ, Gordon Matta-Clark, Richard Allen Morris, Manfred Pernice, Platino, Tata Ronkholz, Tilo Schulz, David Semper u. a. Federkiel Raum für Kunst, Bildung, Ökologie und Genuss, München
- Ghost in the Machine. Rading Room, Materials. Selected by Carsten Nicolai. Federkiel Raum für Kunst, Bildung, Ökologie und Genuss; München
- Haleh Redjaian – in sequence I und II, Federkiel Raum für Kunst, Bildung, Ökologie und Genuss; München
- im Tal – das deutsche Bomarzo, Magazin4 – Bregenzer Kunstverein; Federkiel Raum für Kunst, Bildung, Ökologie und Genuss; München

2016
- die Gabe (Teil I, II & III mit Judith Albert u. a.), DG Galerie der deutschen Gesellschaft für christliche Kunst, St. Paul, München & Magazin 4 – Bregenzer Kunstverein
- non profit. Nutzlose Nutzbarkeiten jenseits von Nutzen. Gruppenausstellung.  Kunstverein Friedrichshafen und Zeppelin Museum

2015
- Beat Streuli Kl, Kids II, Wallpaper-Installation am Luitpoldblock / Maximiliansplatz, München

2014
- Sie griff in den Tomatensalat und schob sich ein Stück Rot in den Mund. Gruppenausstellung. Häusler Contemporary, München
- six memos for the next ..., Vol. 6–9.  Magazin 4 – Bregenzer Kunstverein

2013
- einszehn, zweizehn, dreizehn. Künstlerische Forschung zwischen Intuition und Forschung. Vier Duette. Gruppenausstellung. Jahresausstellungsreihe im Kunstverein Friedrichshafen
- Matthias Wermke, Mischa Leinkauf: Grenzgänger, Einzelausstellung im Columbus-Förderprojekt; Kunstverein Heilbronn
- andere Ordnungen. Gruppenausstellung. Haus für die Kunst, im Tal – Stiftung Wortelkamp, Hasselbach im Westerwald
- six memos for the next ..., Vol. 0-3. Magazin4 – Bregenzer Kunstverein.

2012
- Mo(ve)ment. Silvia Bächli, Heinz Breloh, Anna Huber und David Reed; Magazin4 – Bregenzer Kunstverein
- erinnern(des) sehen. Gruppenausstellung. Im Tal – Stiftung Wortelkamp

2011
- Raum.inhalt (3) – und/and. Gruppenausstellung. Im Tal, Hasselbach  im Westerwald,
- Schräge Sache. Verschiebungen aus dem Klassischen. Gruppenausstellung. Kunsthalle Ravensburg
- politics: ich-ichs-wir. Gruppenausstellung. Kunsthalle Ravensburg
- Anna Witt. stetig aufbegehren. Einzelausstellung zum Abschluss des Columbus-Förderprojekts, Magazin4 – Bregenzer Kunstverein

2010
- Raum.inhalt (2) – noli me tangere. Gruppenausstellung. Im Tal, Hasselbach im Westerwald,
- squatting. erinnern, vergessen, besetzen. Gruppenausstellung. Temporäre Kunsthalle Berlin, kuratiert mit Tilo Schulz

## Veröffentlichungen (Auswahl)
- six memos for the next ..., Verlag für moderne Kunst, Wien 2016, ISBN 978-3-903004-87-0.
- Das Kunstwerk und seine Gesellschaft. Buch zur Ausstellungsreihe ›die zeiten: More Than Fifteen Minutes‹, Friedrichshafen/Leipzig 2015
- Mo(ve)ment, Silvia Bächli, Heinz Breloh, Anna Huber, David Reed, Verlag für moderne Kunst, Wien 2014, ISBN 978-3-86984-549-4.
- Wermke Leinkauf, Ausst.Kat. Kunstverein Heilbronn. Snoeck, Köln 2013, ISBN 978-3-86442-056-6.
- Buchreihe zu Erwin Wortelkamp, Salon Verlag Köln: Blätter, Bäume – vielleicht (2016, ISBN 978-3-89770-473-2),  Figur, Form, Landschaft (2015, ISBN 978-3-89770-458-9), Das unübersetzbare Maß, Distanzen und Wiederholungen zwischen Kunst und Religion (2012, ISBN 978-3-89770-430-5), Körper.Politik.Wir. (2012, ISBN 978-3-89770-411-4)
- Gabriele Oberkofler, geblieben sind die orte die dich sahen, columbus books/Revolver Publishing, Berlin 2012, ISBN 978-3-86895-152-3.
- Anna Witt. Werke 2002-2011, columbus books/Revolver Publishing, Berlin 2011, ISBN 978-3-86895-149-3.
- squatting. erinnern, vergessen, besetzen, Ausst.Kat. Temporäre Kunsthalle, Berlin. Berlin 2010, ISBN 978-3-00-031144-4.
- Spannungen. Kunst aus neun Jahrhunderten in der Sammlung der OEW, columbus books/Revolver Publishing, Berlin 2010, ISBN 978-3-86895-016-8.
- Heike Kati Barath, o.T.., columbus books/Revolver Publishing, Berlin 2009, ISBN 978-3-86895-011-3.
- Kein Ende. Skulpturenprojekte an jüdischen Landfriedhöfen von Christine Borland, Stefan Kern, Jörg Lenzlinger/Gerda Steiner, Thomas Locher und Richard Serra. (mit Karen van den Berg & Sebastian Manhart). Kadmos Kulturverlag, Berlin 2003, ISBN 3-931659-41-0.
- Erwin Wortelkamp. Papiere ... Skulpturen ... Räume ... Kontexte (mit Christoph Brockhaus & Karen van den Berg), Hatje Cantz, Ostfildern 2000, ISBN 3-7757-0955-X.
- Situation Kunst (für Max Imdahl) (mit Karen Schübeler, Stefan Gronert, Thomas Jansen, Carina Plath), Richter Verlag, Düsseldorf 1993, ISBN 3-928762-12-5.

## Einzelbelege
1. ↑  Monopol. Magazin für Kunst und Leben vom 12. April 2021: Leverkusen. Jörg van den Berg übernimmt Leitung am Museum Morsbroich (dpa), abgerufen am 28. September 2021
2. ↑  Monopol. Magazin für Kunst und Leben vom 12. April 2021: Leverkusen. Jörg van den Berg übernimmt Leitung am Museum Morsbroich (dpa), abgerufen am 28. September 2021

| Personendaten    | Personendaten                                         |
| ---------------- | ----------------------------------------------------- |
| NAME             | Berg, Jörg van den                                    |
| KURZBESCHREIBUNG | deutscher Ausstellungsmacher und Kunstwissenschaftler |
| GEBURTSDATUM     | 1965                                                  |
| GEBURTSORT       | Duisburg                                              |